# 세미치

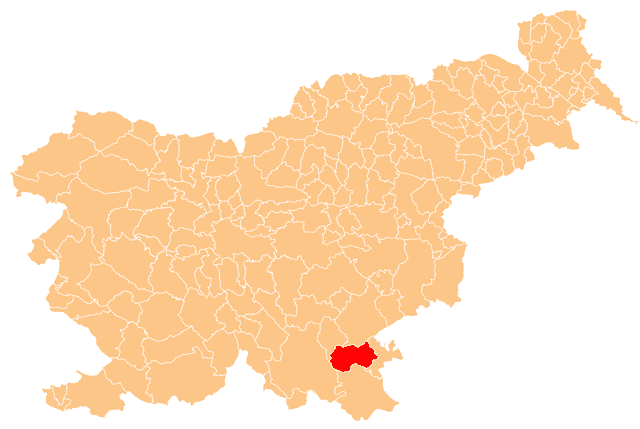
세미치의 위치

세미치(슬로베니아어: Semič, 독일어: Semitsch 제미치[*])는 슬로베니아 남동부에 위치한 도시로 면적은 146.7km2, 인구는 3,091명(2008년 기준), 인구 밀도는 26.59명/km2이다. 전통적으로는 벨라크라이나 지역에 속한다.